# 10 Andromedae
10 Andromedae este o stea din constelația Andromeda.